# Weltmaschine des Franz Gsellmann

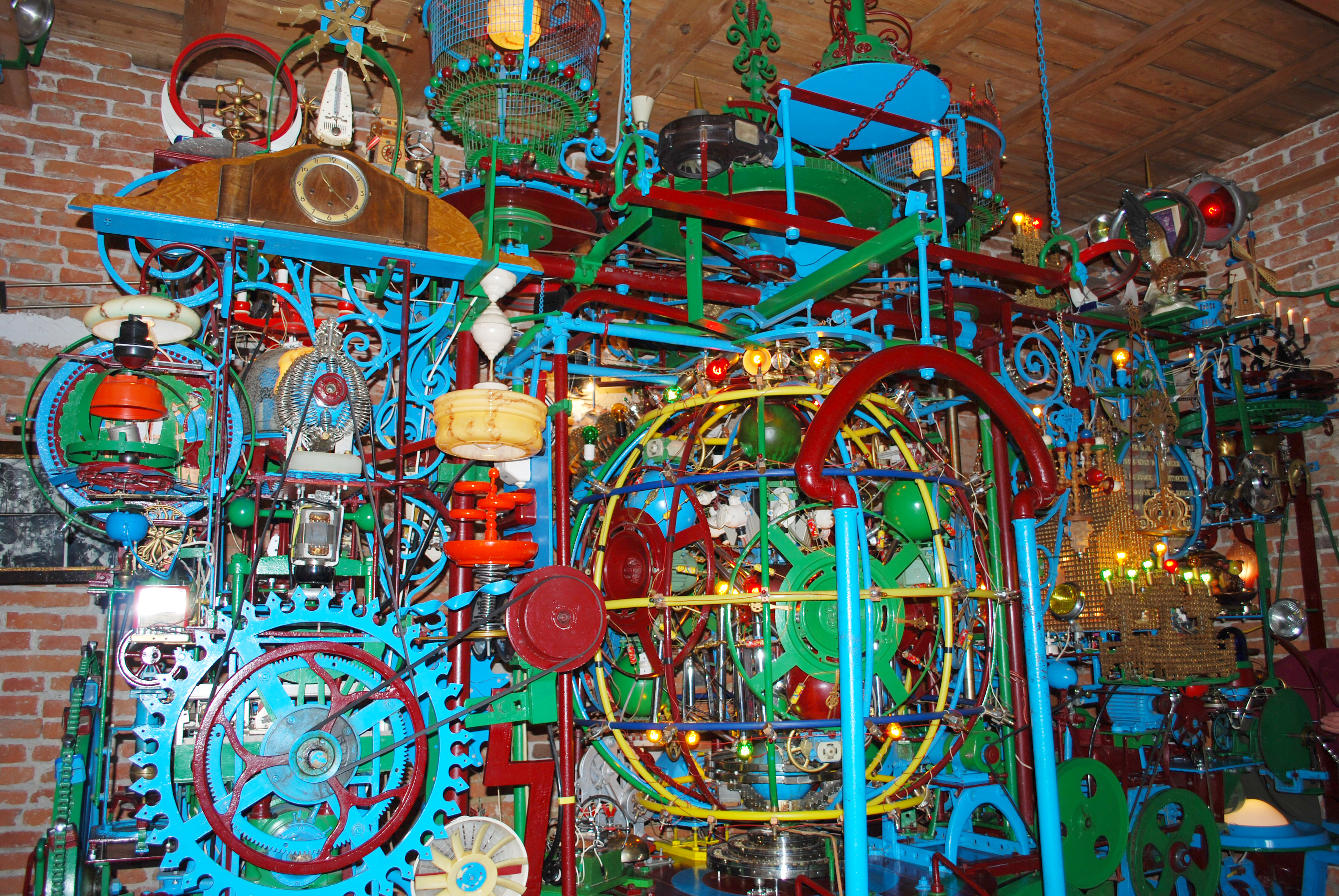
Weltmaschine

Die Weltmaschine des oststeirischen Bauern Franz Gsellmann (1910–1981) ist eine im Zeitraum von 1958 bis 1981 erbaute Kunst-Maschine, die in seinem ehemaligen Hof nahe dem Ort Kaag in der Gemeinde Edelsbach bei Feldbach in der Steiermark zu besichtigen ist. Sie steht unter Denkmalschutz.

## Weltmaschine
Der Ausdruck „Weltmaschine“ stammt nicht vom Erbauer und ist ein Behelfsname, da ein Zweck der Maschine im herkömmlichen Sinn nicht erkennbar ist, und auch Gsellmann selbst antwortete auf solche Fragen ausweichend. Man kann die Maschine daher als künstlerische Installation bzw. Kinetische Kunst interpretieren.
Gsellmann wollte als Jugendlicher Elektriker werden. Der Berufswunsch ging nicht in Erfüllung, da der Bauernsohn den väterlichen Hof übernehmen musste. Dennoch war Gsellmann zeitlebens von Maschinen fasziniert. Sein Schlüsselerlebnis war der Bericht einer Lokalzeitung über die Expo 58 in Brüssel, bei der das Atomium eröffnet wurde. Er reiste nach Belgien und zeichnete diese 110 Meter hohe Metallplastik eines Eisenkristalls nach. „Wie ich das Atomium gesehen habe, habe ich im Traum meine fertige Maschine gesehen. Das Atomium war das Fundament für meine Weltmaschine.“ Von da an arbeitete er dreiundzwanzig Jahre bis kurz vor seinem Tod an der Maschine. Nahezu täglich zog sich Gsellmann in sein verschlossenes und verhangenes Arbeitszimmer zur Arbeit an der Maschine zurück, die er erst nach acht Jahren Bauzeit das erste Mal den Familienangehörigen präsentierte.
Die Teile seiner Maschine fand er meist auf Gebrauchtwarenmärkten oder Schrottplätzen. Er wurde oft von seinen Nachbarn beobachtet, wie er neue Funde mit der Scheibtruhe oder dem Ochsengespann heimbrachte. Gsellmann litt sehr darunter, dass sein Lebenswerk zu Lebzeiten weder von der eigenen Familie noch von den Menschen der Region anerkannt wurde. Dabei sind die Werke Jean Tinguelys beinahe zur gleichen Zeit und aus ähnlichen Materialien entstanden. Sie unterscheiden sich – so der Schriftsteller Gerhard Roth – nur in der ironischen Distanzhaltung voneinander, die der Schweizer Tinguely zeige und die dem Franz Gsellmann nicht zu eigen sei. Als gottesfürchtiger und bescheidener Mensch schrieb Franz Gsellmann die Verwirklichung seines Traums alleine seinem Allerhöchsten zu. Die Besucher und Bewunderer des Kunstwerks gehören bis heute überwiegend den intellektuellen Kreisen aus dem städtischen Milieu an.
Die Maschine ist ca. vier Meter lang, einen Meter breit und drei Meter hoch. Etwa 2000 verschiedenste Bestandteile sind zu einem bebenden, schwingenden, drehenden, dröhnenden, leuchtenden und blinkenden Gerät verbaut, das durch 25 Elektromotoren betrieben wird. Die Maschine besteht neben Spulen, Schläuchen und Drähten aus so unterschiedlichen Teilen wie einem Adler aus Porzellan, einem Orgelgebläse, einer Infrarotlampe, drei Blaulichtern, 64 Vogelpfeifen, 200 Glühbirnen, 14 Glocken, einer Pressluftflasche als Antrieb für die windgetriebenen Teile, einem Klapotetz, einer Spielzeugrakete, die Gsellmann sich extra aus Japan schicken ließ, und vielem mehr. Durch die permanente Bewegung der Maschinenteile entstehen Licht- und Geräuscheffekte. Mit dem Tod Gsellmanns 1981 verlor die Maschine nicht nur ihren Schöpfer, sondern auch den einzigen Spezialisten, der ihre Funktionsfähigkeit aufrechterhalten konnte. Um 1993 machte es sich das Unternehmen VA Zeltweg Montage zur Aufgabe, die zu dieser Zeit nur mehr teilweise funktionstüchtige Weltmaschine wiederherzustellen und zu warten.
Die „Weltmaschine“ ist nunmehr zentrales Ausstellungsstück des Privatmuseums der Familie des Erbauers. Nach deren Angaben kommen fast 10.000 Besucher pro Jahr. Mittelbar zu sehen ist die Weltmaschine unter anderem in einem Video im Linzer Technologiemuseum Ars Electronica Center.

## Filmadaption
- Peter Patzak (Regie), Christine Nöstlinger (Buch): Die Weltmaschine (mit Erni Mangold, Ludwig Thiessen, Maria Bill, Carlo Böhm, Heidi Melnic, Christoph Waltz u. a.), Österreich 1981, 100 Min.